# Libochovičky
Libochovičky település Csehországban, a Kladnói járásban. Libochovičky Zákolany, Zájezd, Číčovice, Dřetovice, Svrkyně és Okoř településekkel határos. Lakosainak száma 81 fő (2024. január 1.).

## Népesség
A település lakosságának változását az alábbi diagram mutatja:
| Lakosok száma | 101  | 137  | 124  | 79   | 51   | 53   | 57   | 64   | 75   | 81   |
|               | 1869 | 1890 | 1921 | 1950 | 1980 | 2001 | 2017 | 2019 | 2022 | 2024 |